# Ali Amiri (football, 1985)
Pour les articles homonymes, voir Amiri.
Ali Amiri (persan:علی امیری) (né le 23 septembre 1985 à Kaboul en Afghanistan) est un footballeur afghan.

## Biographie
Amiri commence sa carrière avec le club du FSV Francfort avant de rejoindre à l'été 2000 l'Eintracht Francfort.
Après deux ans passés dans l'équipe junior de l'Eintracht Francfort, il rejoint en 2002 l'équipe réserve du club. Il joue en tout 4 matchs avec l'Eintracht Francfort II puis signe en juillet 2006 pour le TSG Wörsdorf. Amiri joue 8 matchs pour le club et inscrit 3 buts lors de la saison 2006/2007, avant de quitter le club à la fin de la saison.